# دارسي سكوت
دارسي سكوت هو محامي وسياسي كندي، ولد في 8 مارس 1872، وتوفي في 1 أكتوبر 1926. انتخب عمدة أوتاوا ‏ (1907 – 1908).